# Forte Fenilone
Forte Fenilone, originariamente chiamato Werk d'Aspre, è stata una fortificazione posta a sud-ovest di Verona, parte del complesso sistema difensivo cittadino e più in particolare del primo campo trincerato di pianura, messo in opera tra 1848 e 1856. Il forte fu realizzato in tre diverse fasi: nel 1848 furono impostati il terrapieno, il fossato e lo spalto, nel 1849 fu edificato il ridotto e nel 1859 avvenne la chiusura del fronte di gola e la costruzione del muro distaccato alla Carnot con le relative caponiere. L'utilità del forte tuttavia diminuì già dopo il 1861, in seguito alla costruzione della linea più avanzata del secondo campo trincerato, anche se mantenne la funzione di sicurezza contro le infiltrazioni di fanteria. I lavori furono seguiti dal direttore dell'Imperiale Regio Ufficio delle Fortificazioni di Verona, il maggiore Conrad Petrasch.
Intitolato al barone Costantino d'Aspre, luogotenente feldmaresciallo di Josef Radetzky durante la campagna del 1848-1849, le opere in muratura del forte furono demolite nella prima metà del Novecento, per cui rimangono solo tracce del terrapieno, intercluso in una diramazione ferroviaria.

## Descrizione
Si tratta di un forte a tracciato poligonale con ridotto centrale e ridotto di gola, ad impianto asimmetrico semiottagonale, che faceva sistema con i forti San Massimo e di Santa Lucia. Era situato a circa 400 metri a nord del borgo di Santa Lucia, all'interno della diramazione tra la ferrovia Milano-Venezia e Verona-Bolzano, che prendeva con tiro d'infilata dal fronte principale e dal fronte di gola; inoltre, le sue artiglierie battevano la campagna antistante tra San Massimo e Santa Lucia, nonché la strada proveniente da Mantova. Il fianco sinistro del forte, diretto verso Santa Lucia, era il più esteso, per la sua principale azione di combattimento.
Il ridotto casamattato era a segmento di torre circolare su un solo piano, con copertura terrapienata disposta a piattaforma per l'artiglieria; anche al piano terra potevano essere collocate artiglierie in casamatta. Due tratti di muro convergenti collegavano il ridotto al centro del fronte di gola, dal quale sporgeva, come caponiera, il ridotto di gola ordinato per fucilieri e artiglieri, anche sulla copertura terrapienata. Ai suoi lati, in posizione simmetrica, preceduti dal ponte levatoio, si aprivano due portali di accesso verso il piazzale interno, nel quale un pozzo forniva le riserve d'acqua per la guarnigione.
Il terrapieno semiottagonale, con le postazioni d'artiglieria a cielo aperto, era difeso al livello del fossato asciutto dal muro distaccato alla Carnot, con le tre caponiere per il fiancheggiamento d'artiglieria. Due poterne, adiacenti al fronte di gola e con annessi locali di servizio, mettevano in comunicazione il piazzale interno con il cammino di ronda lungo il muro alla Carnot, ordinato per fucilieri, e con le caponiere. All'esterno completava l'opera la controscarpa del fosso, a pendenza naturale.

## Armamento
L'armamento della fortificazione consisteva in:
- 17 bocche da fuoco

## Presidio di guerra
Il presidio in caso di guerra della fortificazione consisteva in:
- 115 uomini